# Basílica de Santa Maria Maior
Santa Maria Maggiore ou Basílica de Santa Maria Maior é uma das quatro basílicas maiores, uma das sete igrejas de peregrinação e a maior igreja mariana de Roma — motivo pelo qual ela recebeu o epíteto de "Maior". Foi a primeira igreja do Ocidente dedicada a Maria em honra a Jesus Cristo, e tem uma celebração específica na liturgia católica rememorando o fato: a Dedicação de Basílica de Santa Maria Maior.
Depois do Tratado de Latrão de 1929, firmado entre a Santa Sé e o Reino da Itália, Santa Maria Maggiore permaneceu como parte do território italiano e não do Vaticano. Porém, a Santa Sé é proprietária do edifício e do terreno onde ele está e o governo italiano é obrigado, legalmente, a reconhecer este fato e a conceder a ela a imunidade concedida pelo Direito Internacional às embaixadas de agentes diplomáticos de estados estrangeiros.
Desde 4 de julho de 2025, o arcipreste protetor da basílica é Rolandas Makrickas,que é também cardeal-diácono da diaconia de Santo Eustáquio. Antigamente, o arcipreste era o patriarca latino de Antioquia, um título abolido em 1964.

## Outros nomes

### Nossa Senhora das Neves
A basílica é por vezes chamada de "Nossa Senhora das Neves", seu nome no Missal Romano entre 1568 e 1969 e uma referência à festa litúrgica da dedicação do edifício a Nossa Senhora em 5 de agosto, que, na mesma época, era chamada de "Dedicatio Sanctae Mariae ad Nives" em latim. Este nome tornou-se popular no século XIV e é, por sua vez, uma referência a uma tradição lendária que a Enciclopédia Católica (1911) descreve assim: 
"Durante o pontificado de Libério, o patrício romano João e sua esposa, que não tinham filhos, fizeram um voto de que doariam todas as suas posses à Virgem Maria. Eles rezaram para que Ela lhes indicasse como eles deveriam se desfazer de suas posses para homenageá-La. Em 5 de agosto, numa noite no auge do verão em Roma, nevou no alto do monte Esquilino. Obedecendo a uma visão da Virgem que tiveram na mesma noite, o casal construiu a basílica em homenagem a ela no local exato que estava coberto de neve. Baseado no fato de que não menção alguma a este suposto milagre até séculos depois, nem mesmo por Sisto III em sua inscrição dedicatória de oito linhas… é bastante provável que esta lenda não tenha nenhuma base histórica".
A lenda só seria mencionada depois de 1000. O nome continuava a ser utilizado no século XV, como demonstra a pintura do "Milagre da Neve" de Masolino da Panicale.
A festa da dedicação da igreja era celebrada apenas em Roma até ser incluída pela primeira vez no Calendário Geral Romano, já com o título "ad Nives". Uma congregação nomeada pelo papa Bento XIV em 1741 propôs que o título lendário fosse removido e que a voltasse a ser conhecida pelo seu nome original, mas nada foi feito até 1969, quando foi finalmente removido e a festa passou a ser chamada de "In dedicatione Basilicae S. Mariae". Porém, a lenda ainda é comemorada com o lançamento de pétalas de rosas brancas do alto da cúpula durante a celebração da missa e na segunda véspera da festa.

### Basílica Liberiana
A primeira igreja construída no local era conhecida como Basílica Liberiana ou Santa Maria Liberiana, uma homenagem ao papa Libério (r. 352–366). É provável que o nome tenha se originado na lenda do "Milagre da Neve", só que foi o papa e, não João e sua esposa, que teria sido avisado em sonho sobre uma vindoura queda de neve. Ele seguiu para o local em procissão e marcou o local onde a igreja seria construída. É possível inferir o nome implícito na descrição do "Liber Pontificalis" (século XIII) sobre o papa Libério: "Ele construiu a basílica que leva seu nome ["Basilica Liberiana"] perto do Macelo de Lívia. O título "Liberiana" ainda aparece em algumas versões do nome forma da basílica e "Basílica Liberiana" pode ser utilizado tanto como o nome atual quanto o histórico da basílica.
É possível, contudo, que o nome "Basílica Liberiana" não tenha relação alguma com a lenda, pois, segundo Pius Parsch, o papa Libério transformou um palácio da família Sicinini em uma igreja e ela passou a ser conhecida como "Basílica Sicinini". Este edifício foi depois substituído pelo Sisto III (r. 432–440) pelo edifício atual. Algumas fontes afirmam que esta transformação foi realizada na década de 420 pelo Celestino I, o antecessor de Sisto III.

### Santa Maria do Presépio
Muito antes dos mais antigos vestígios da história do "Milagre da Neve", a basílica era conhecida como Santa Maria do Presépio (em latim: Sancta Maria ad Praesepe), uma referência às relíquias da "manjedoura de Jesus" abrigadas ali, quatro tábuas de sicômoro que, juntamente com uma quinta tábua, teriam sido levadas para lá na época do papa Teodoro I (r. 640–649). O nome aparece nas edições tridentinas do Missal Romano como o local ("estação") da missa do papa na noite do Natal enquanto que o nome "Maria Major" aparece como o nome da igreja onde está a estação da missa do Natal.

## Basílica maior e basílica papal
Nenhuma igreja católica pode ser chamada de "basílica" sem autorização apostólica, exceto por tradição e costume imemorial. Santa Maria é uma das quatro que podem utilizar o título de "basílica maior". As outras são São Pedro, São Paulo Extramuros e São João de Latrão (no passado, o título era utilizado de maneira mais livre e outras igrejas o ostentavam, como a Basílica de Santa Maria dos Anjos em Assis. Junto com elas, Santa Maria é também uma basílica papal, um título que passou a existir em 2006, quando o papa Bento XVI renunciou ao título de "patriarca do ocidente" e as basílicas patriarcais (as quatro maiores e São Lourenço fora da Muralha) passaram a ser chamadas de "papais" para mitigar a relação que as cinco basílicas tinham com os antigos patriarcados latinos (veja Pentarquia). Santa Maria era até então a sede do Patriarcado Latino de Antioquia.
As cinco basílicas papais mais a Basílica de Santa Cruz em Jerusalém (que é propriedade de Roma) e San Sebastiano fuori le mura são as tradicionais igrejas de peregrinação em Roma, que são visitadas por peregrinos durante uma peregrinação a Roma, um itinerário de mais de 20 quilômetros criado por São Filipe Néri em 25 de fevereiro de 1552, especialmente pelos que buscam uma indulgência plena durante um jubileu. Para o Grande Jubileu de 2000, o papa Paulo II substituiu San Sebastiano pelo Santuario della Madonna del Divino Amore.

## História

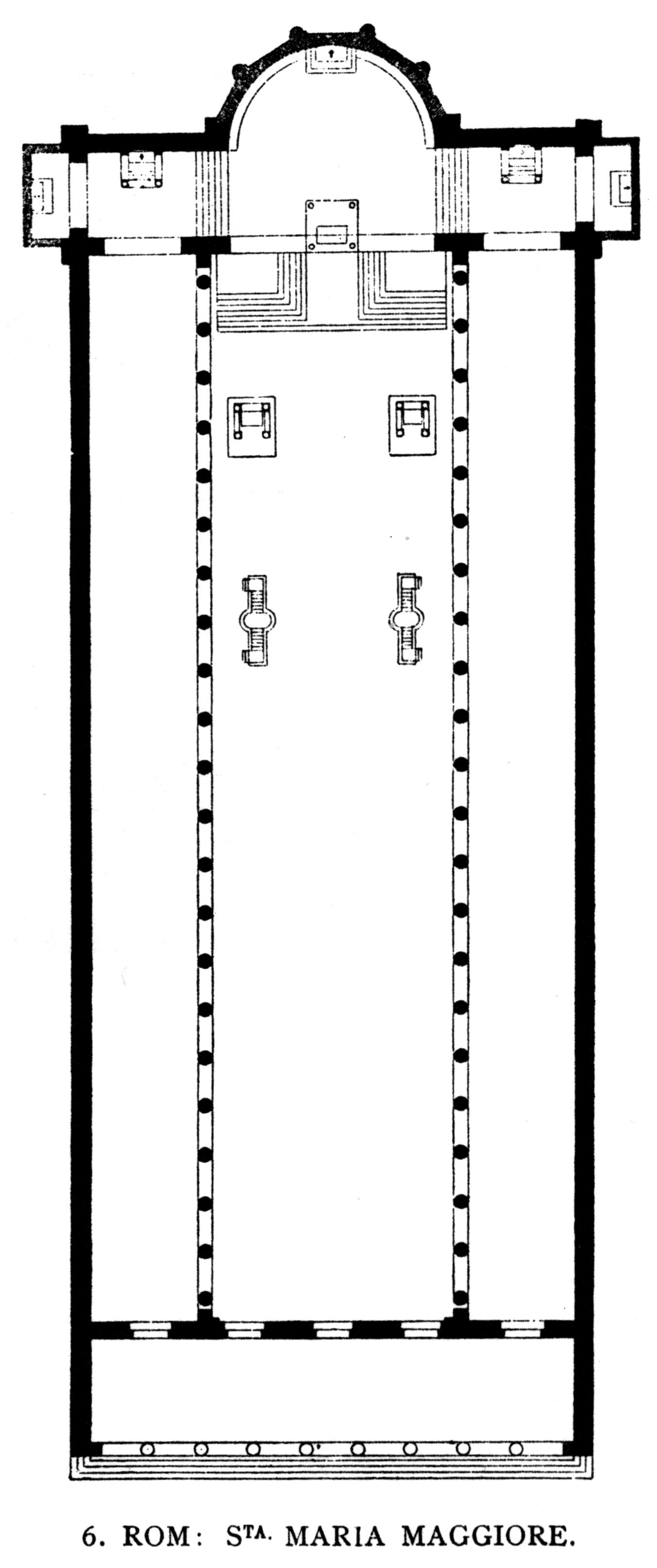
Planta da basílica.

É consenso de que a igreja atual foi construída durante o pontificado de Sisto III (r. 432–440), como se atesta pela inscrição dedicatória no arco triunfal: "Sixtus Episcopus plebi Dei" ("Sisto bispo ao povo de Deus"). Além desta igreja, no topo do monte Esquilino, Sisto III realizou diversas obras por toda cidade e que foram continuadas por seu sucessor, Leão Magno.
O edifício atual ainda preserva a parte central de sua estrutura original, mesmo depois de diversas reformas e reconstruções e dos danos sofridos no terremoto de 1348.[carece de fontes?]
A construção de igrejas em Roma neste período era inspirada pela ideia de que Roma não era apenas o centro do mundo romano, como no passado, mas o centro do novo mundo cristão.
Santa Maria Maggiore, uma das primeiras igrejas dedicadas à Virgem Maria, foi erigida logo depois do Primeiro Concílio de Éfeso (431), que proclamou Maria como "Mãe de Deus". É certo que a atmosfera gerada pelo concílio também inspirou os mosaicos que adornam o interior da inscrição dedicatória: "..seja qual for a conexão precisa entre o concílio e igreja, é claro que os que projetaram a decoração pertencem a um período de concentrados debates sobre a natureza e o status da Virgem frente ao Cristo encarnado". A magnificência dos mosaicos da nave e do arco triunfal, vistos como "pedras angulares na representação da Virgem", mostram cenas da "Vida de Maria" e da "Vida de Cristo", além de cenas do Antigo Testamento, como Moisés abrindo o mar Vermelho e os egípcios se afogando.
Richard Krautheimer atribuiu este esplendor também às abundantes receitas disponíveis para o papa na época, oriundas de diversas propriedades adquiridas pela Igreja durante os séculos IV e V na península Itálica: "Algumas destas propriedades eram controladas localmente; a maioria, já no início do século V, eram administradas diretamente de Roma, com grande eficiência: um sistema de contabilidade centralizado foi desenvolvido na chancelaria papal, um orçamento aparentemente foi preparado, uma parte da receita indo para a administração papal, outra para sustentar as necessidades do clero, uma terceira para manutenção das igrejas e uma quarta para a caridade. Estas taxas deram condições para que o papado realizasse, durante todo século V, um ambicioso programa de obras, incluindo Santa Maria Maggiore".
Miri Rubin defende que o edifício da basílica foi influenciado pela crença de que Maria seria uma das que poderiam representar os ideais imperiais da Roma clássica, fundindo a velha Roma pagã com a nova, cristã.

## Arquitetura

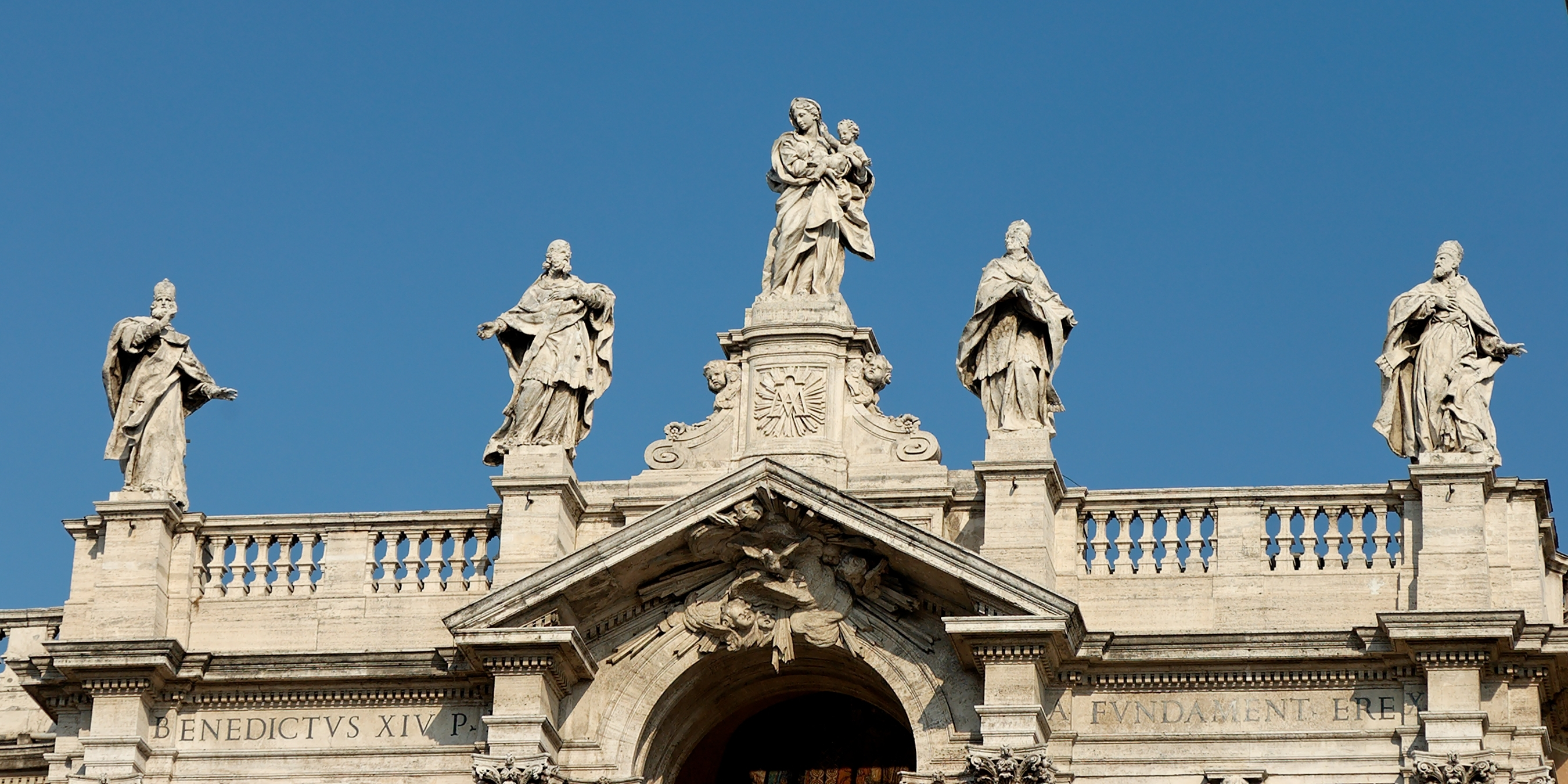
Estatuas na fachada da Basílica de Santa Maria Maggiore.

A arquitetura original de Santa Maria Maggiore era clássica de tradição romana, provavelmente para passar a ideia de que ela representava seu passado na antiga Roma imperial e também o seu futuro cristão. Nas palavras de um estudioso, "Santa Maria Maggiore lembra tanto uma basílica imperial do século II que já se acreditou que ela poderia ter sido adaptada de uma basílica civil para uso como igreja cristã. Sua planta foi baseada nos princípios helenísticos afirmados por Vitrúvio na época de Augusto". Apesar de enorme, Santa Maria é constituída de uma ampla e alta nave com uma abside semicircular no final ladeada por um corredor de cada lado.
As colunas atenienses que separam a nave dos corredores são ainda mais antigas e são oriundas da primeira basílica ou foram reaproveitadas de antigos edifícios romanos. Trinta e seis são mármore e quatro, de granito, e foram afiladas e cortadas para que ficassem idênticas por Ferdinando Fuga, responsável também pelos capiteis folheados em bronze. Sobre o teto do século XVI, caixotões em talha dourada, obra de Giuliano da Sangallo, conta-se que o ouro utilizado foi trazido das Américas por Cristóvão Colombo e presenteada pelos Reis Católicos, Fernando II de Aragão e Isabel I de Castela, ao papa Alexandre VI, que era espanhol.
A fachada do século XII foi completamente recoberta por uma reconstrução e hoje o que se vê é uma cortina de lógias adicionadas pelo papa Bento XIV, em 1743, com base num projeto de Ferdinando Fuga que não danificou os mosaicos originais da fachada. Inserida entre uma ala à esquerda (sacristia) e outra à direita (projetada por Flaminio Ponzio), a frente da basílica tem o aspecto de um palácio na Piazza Santa Maria Maggiore. Do lado direito da fachada está uma coluna memorial na forma de um canhão encimado por uma cruz erigido pelo papa Clemente VIII para celebrar o fim das Guerras religiosas na França.
O campanário do século XIV é o mais alto de Roma, com 75 metros. A coluna mariana conhecida como Colonna della Pace, erigida em 1614 na Piazza Santa Maria Maggiore com base num projeto de Carlo Maderno, serviu de modelo para diversas outras erigidas em países católicos para agradecer o fim da epidemia de peste durante o período barroco. A coluna em si é a última remanescente da Basílica de Maxêncio e Constantino no Fórum Romano (conhecido na época como Campo Vaccino).

## Interior

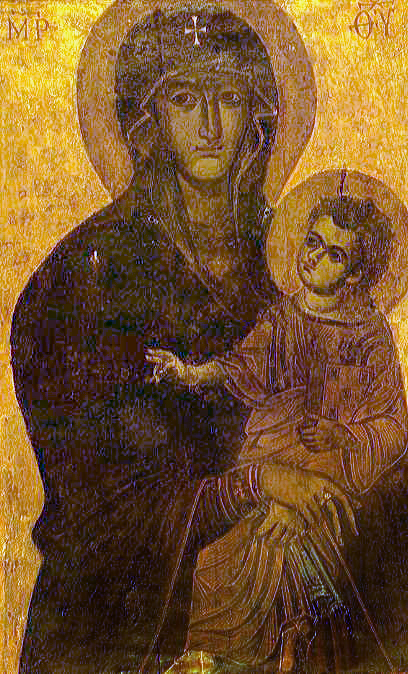
Ícone conhecido como Salus Populi Romani, abrigado na Capela Paolina de Santa Maria Maggiore.

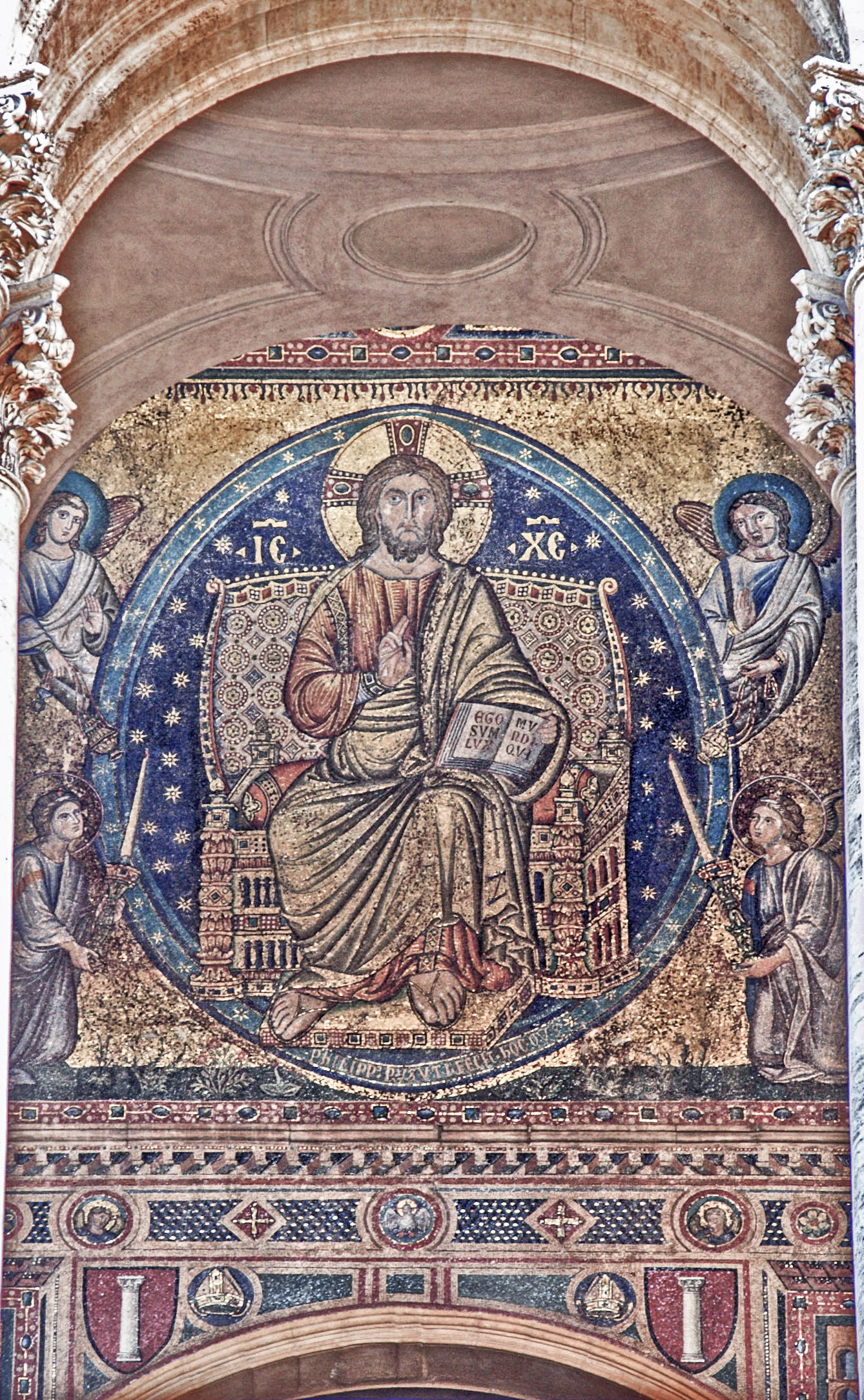
Mosaico do século V representando Cristo em Majestade rodeado por quatro anjos.

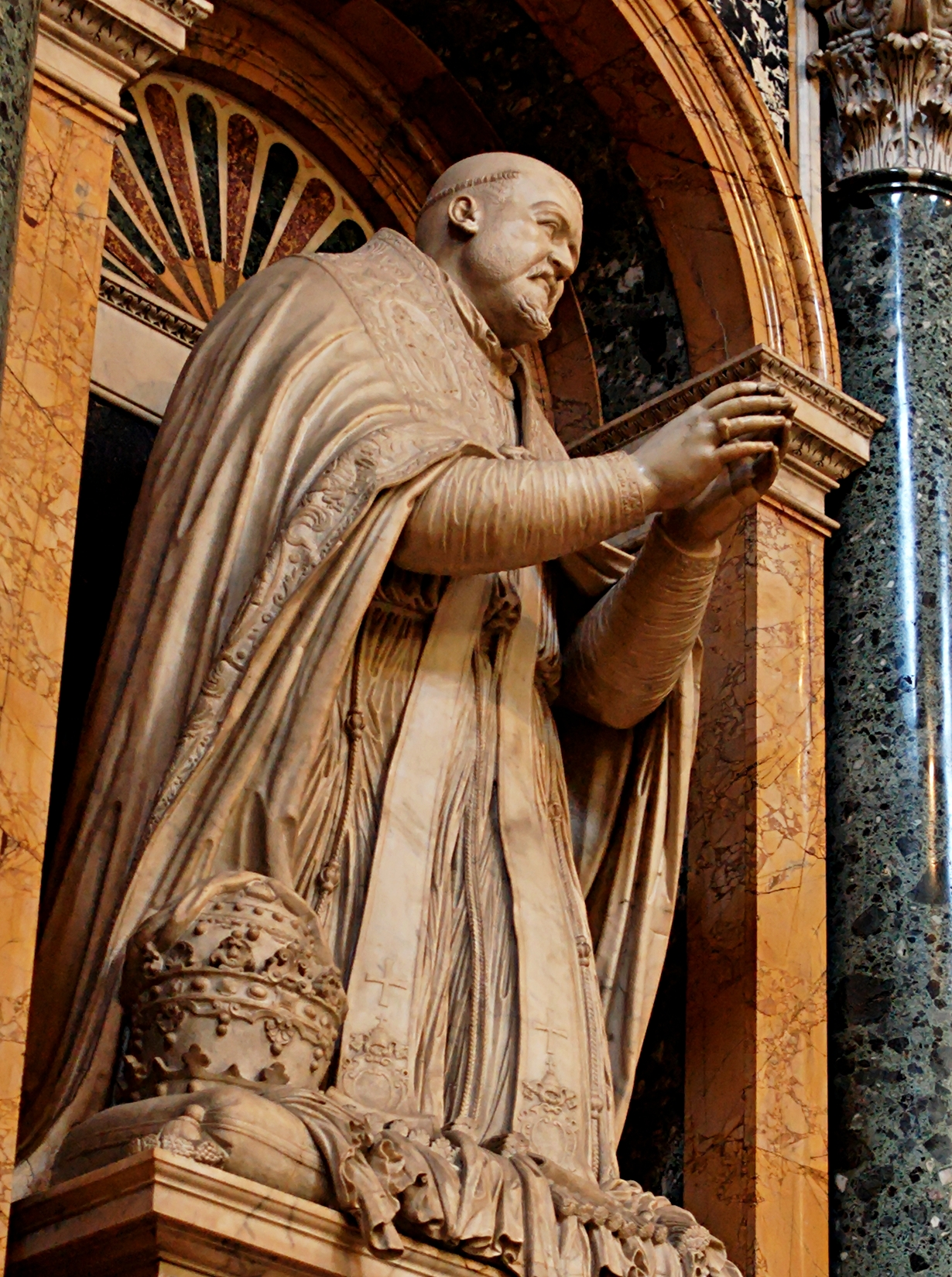
Estátua do Papa Paulo V.

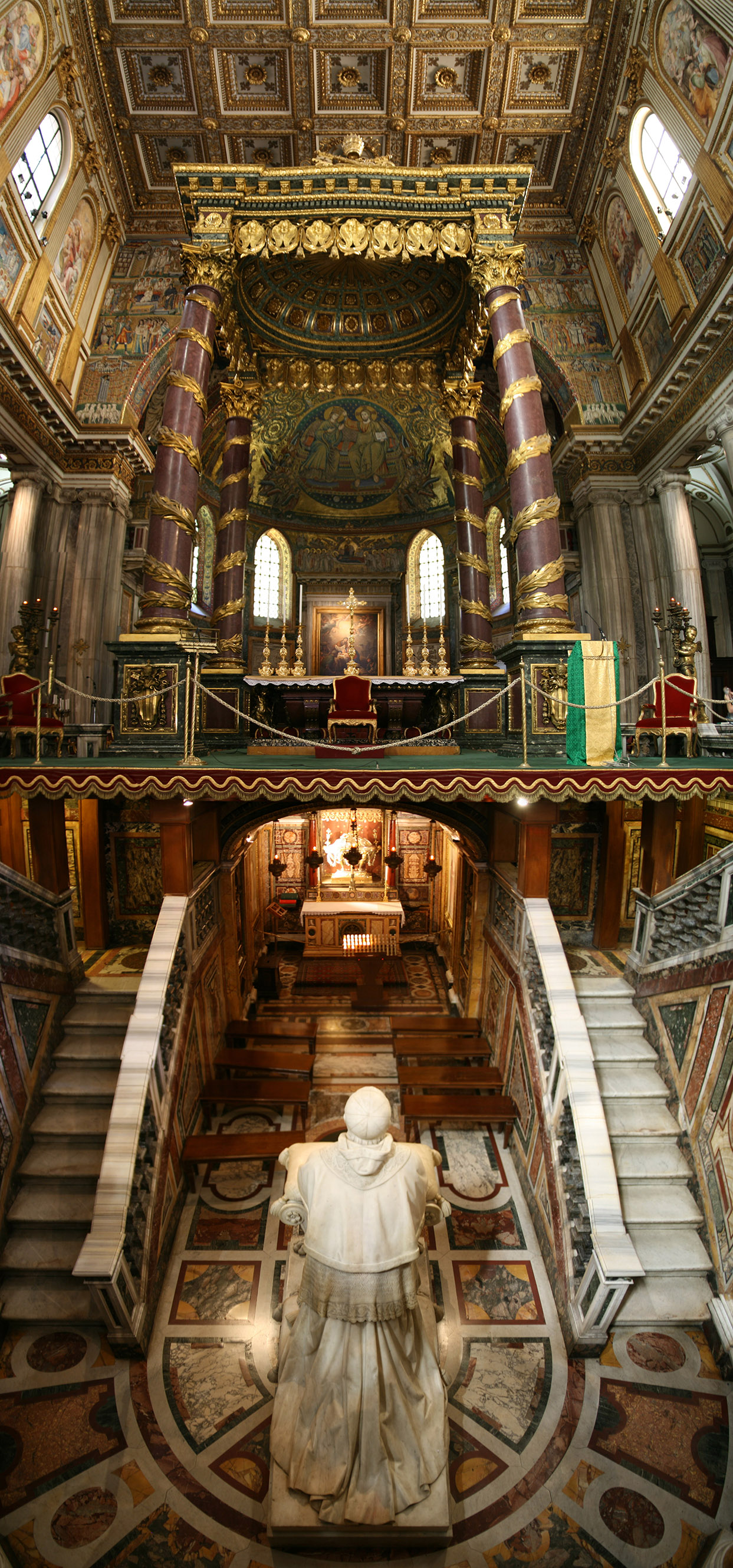
Vista do altar-mor e a entrada para a cripta.

### Mosaicos doséculo V
Os mosaicos de Santa Maria Maggiore não são apenas belas obras de arte paleocristã, constituem também algumas das mais antigas representações da Virgem Maria na Antiguidade Tardia cristã. A representação iconográfica da Virgem foi escolhida, pelo menos em parte, para celebrar a afirmação de Maria como a Teótoco ("Mãe" ou "Portadora de Deus") no Primeiro Concílio de Éfeso (431). Tanto estes mosaicos como os que estão no arco triunfal foram a definição da arte impressionista no período e serviram de modelo para futuras representações da Virgem Maria, uma influência baseada no impressionismo antigo tardio que podia ser visto em afrescos e em muitos pisos em mosaico nas várias villas romanas ainda existentes na época no norte da África, na Síria e na Sicília durante o século V.
Estes mosaicos deram aos historiadores uma amostra dos movimentos artísticos, sociais e religiosos da época. Eles tinham dois objetivos: primeiro glorificar a Virgem Maria como Teótoco; depois, nas palavras de um estudioso, "uma articulação sistemática e completa da relação entre a Bíblia hebraica e as Escrituras cristãs como sendo a de que a primeira prenuncia o cristianismo". Esta relação está explicada pelas imagens duais de eventos do Antigo na nave e do Novo Testamento no arco. Os mosaicos revelam ainda um amplo espectro de expertise artística e refutam a teoria de que a técnica nesta época estava calcada na cópia de modelos em livros.

#### Arco triunfal
Em Santa Maria, o arco triunfal está decorado por magníficos mosaicos retratando diferentes cenas da "Vida de Cristo" e da "Vida da Virgem". Contudo, Há uma diferença nos estilos utilizados entre os mosaicos do arco e os mosaicos da nave. Os primeiros são muito mais lineares e planos e não demonstram tanta ação, emoção e movimento quanto os mosaicos do Antigo Testamento da nave.
Uma das primeiras cenas é um "Cristo em Majestade" rodeado pelos anjos de sua corte celestial, "um jovem imperador rodeado por quatro camareiros". Outro representa a Virgem, coroada e vestida de forma sutilmente similar a uma imperatriz romana, com Jesus andando consigo e com uma grupo de anjos em direção a José, pronto para recebê-la. Segundo Krautheimer, "A Virgem…demonstra com perfeição o caráter impressionista dos mosaicos". O terceiro é uma "Adoração dos Magos" e o último, a "Virgem com Cinco Mártires".

#### Nave
A nave está coberta por mosaicos representando cenas do Antigo Testamento, com destaque para a cena de Moisés libertando os judeus da escravidão no Egito Antigo atravessando o mar Vermelho, "são ilusionísticos de forma divertida e impressionista": a cena, repleta de movimento e emoção, tinha por objetivo inspirar o pensamento no "novo" passado de Roma. Outro painel mostra o afogamento dos egípcios no mar Vermelho.

## Cripta da Natividade
Sob o altar-mor da basílica está a "Cripta da Natividade" ou "Cripta de Belém", que abriga um relicário de cristal projetado por Giuseppe Valadier construído para proteger a madeira da manjedoura onde nasceu Jesus. É ali também que está sepultado São Jerônimo, o Doutor da Igreja do século IV que traduziu a Bíblia Sagrada para o latim (a Vulgata) com o auxílio de Santa Paula de Roma.
Fragmentos do presépio que acredita-se ter sido esculpido no século XIII por Arnolfo di Cambio e que ficavam ali, foram transferidos para o oratório abaixo do altar da grande "Capella Sistina", no braço direito do transepto.[carece de fontes?]

## Cripta da Natividade e aCapella Sistina

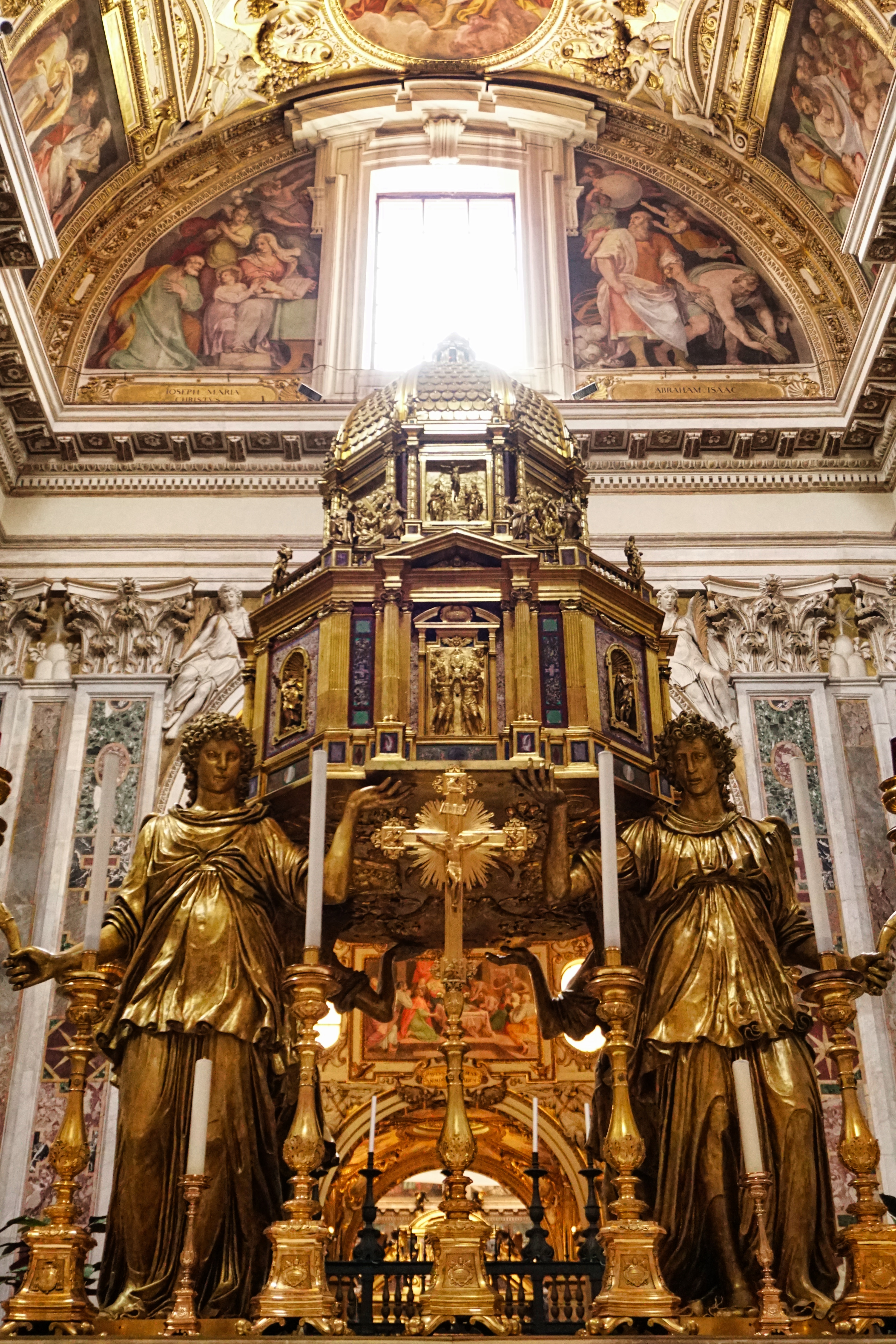
Os quatro anjos de bronze dourados de Sebastiano Torregiani, no altar principal da capela.

A Capella Sistina, que contém o sacrário para o Santíssimo Sacramento, foi batizada em homenagem ao papa Sisto V e não deve ser confundida com a muitíssimo mais famosa Capela Sistina do Palácio Apostólico do Vaticano, batizada em homenagem a outro papa, Sisto IV. O arquiteto, Domenico Fontana, projetou a capela, que hoje abriga não apenas o túmulo de Sisto V, como também o de seu antigo patrono, Pio V. O altar principal da capela está decorado por anjos de bronze dourado, de Sebastiano Torregiani, segurando um cibório, que é um modelo da capela em si.
Abaixo deste altar está o "Oratório ou Capela do Presépio", em cujo altar, na época situado na Cripta da Natividade abaixo do altar-mor da igreja em si, Santo Inácio de Loyola celebrou sua primeira missa como padre em 25 de dezembro de 1538.
Perto da entrada da Capela Sistina está o túmulo de Gianlorenzo Bernini e sua família.
O interior maneirista da Capella Sistina foi commpletado entre 1587 e 1589 por um grande time de artistas sob a direção de Cesare Nebbia e Giovanni Guerra. Apesar de historiador da arte e biógrafo Giovanni Baglione alocar obras específicas a artistas específicos (abaixo), o consenso atual é que Nebbia desenhou rascunhos para muitos, se não todos, os afrescos. Baglione concorda parcialmente, concedendo que o papel de Nebbia e Guerra pode ser resumidos como "Nebbia desenhou e Guerra supervisionou os times".[carece de fontes?]
| Pintor                                     | Obra |
| ------------------------------------------ | --- |
| Giovanni Battista Pozzo                    | "Glória Angélica, Visitação, Anunciação, Sonho de José, São Paulo & São João Evangelista, São Pedro chega em Roma, Massacre dos Inocentes" |
| Lattanzio Mainardi                         | Tamar, Fares, Zara, Salmom & Boaz |
| Hendrick van den Broeck (Arrigo Fiammingo) | Esrom, Rão, Aminadabe & Naassom |
| Paris Nogari                               | Rute, Jessé, David, Salomão & Roboão & Sagrada Família                                                                                     |
| Giacomo Stella                             | Jeosafá & Jeorão, Jacó, Judá & seus irmãos, Sacrifício de Isaac                                                                            |
| Angiolo Nebbia                             | Uzias & Jotão, Abiude e Eliaquim, Manassés e Amom, Josias e Jeconias, Selatiel e Zorobabel                                                 |
| Cesare Nebbia                              | Chaziel & Ezequias, Sadoque, Joaquim, Amós                                                                                                 |
| Ercole from Bologna                        | Fuga para o Egito e Visitação |
| Andrea Lilio                               | Magos perante Herodes, o Grande |
| Salvatore Fontana                          | Jacó, Eli, Eliezer e Natã, Herodes ordena o massacre dos inocentes, Anunciação                                                             |

Há ainda obras de Ferdinando Sermei, Giacomo Stella, Paul Bril, and Ferraù Fenzoni.

### Capela Borguese eSalus Populi Romani
A Colonna della Pace na Piazza Santa Maria Maggiore celebra o famoso ícone da Virgem Maria que hoje está abrigado na "Capela Borguese" da basílica e conhecido como "Salus Populi Romani" ("Saúde do Povo Romano" ou "Salvação do Povo Romano") por ter evitado milagrosamente que uma epidemia de peste atingisse a cidade. O ícone tem pelo menos mil anos de idade e, de acordo com a tradição, teria sido pintado ainda em vida por São Lucas utilizando madeira da mesa da Sagrada Família em Nazaré.[carece de fontes?]
O Salus Populi Romani era o ícone favorito de muitos papas e funcionou como um dos mais importantes símbolos mariológicos. O romano papa Pio XII celebrou sua primeira missa ali em 1 de abril de 1899. Em 1953, ele foi carregado em procissão através de Roma para festejar o primeiro ano mariano na história da Igreja Católica. No ano seguinte, o ícone foi coroado por Pio XII quando ele instituiu uma nova festa para a Virgem, a da Rainha dos Céus. Paulo VI, São João Paulo II, Bento XVI e Francisco visitaram o ícone ou celebraram serviços na capela.[carece de fontes?]

### Outra obras de arte
Além das muitas obras já citadas, Santa Maria Maggiore abriga ainda muitas outras obras de arte dignas de nota:
- Cadafalso para Filipe IV da Espanha, projetado em 1665 por Rainaldi.
- Busto deCostanzo Patrizi de Algardi.
- Afrescos da sacristia por Passignano e Giuseppe Puglia.
- "São Caetano segurando o Menino Jesus", de Bernini.
- Escultura no altar-mor de Pietro Bracci, de c. 1750.
- Estátua de "Pio IX em Oração", de Ignazio Jacometti, (c. 1880).
- Afrescos da Capela Paulina, de Guido Reni.
- Túmulos da Capela Cesi, por Guglielmo della Porta.

### Sepultamentos e monumentos
- Gianlorenzo Bernini e sua família,[44] cujo jazigo está perto da entrada da Capella Sistina.
- Pauline Bonaparte.
- Junio Valerio Borghese.
- Arcebispo Domenico Caloyera O.P.
- Monumento funerário do papa Clemente VIII, com afrescos de Lanfranco.
- Papa Honório III (destruído).
- Monumento funerário do papa Clemente IX (m. 1671), de Carlo Rainaldi. O busto é de Domenico Guidi.
- São Jerônimo, na Cripta da Natividade.
- Monumento funerário do papa Nicolau IV, projetado por Domenico Fontana em 1574.
- Papa São Pio V.
- Cardeal Ugo Poletti.
- Papa Sisto V.
- Guido Ascanio Sforza di Santa Fiora.
- Papa Francisco.

## Basílica Papal
Como uma basílica papal, Santa Maria Maggiore é frequentemente utilizada pelo papa. A data mais importante é a Festa da Assunção de Maria, celebrada anualmente em 15 de agosto na basílica. O altar-mor, coberto por baldaquino, só pode ser utilizado pelo papa e por alguns poucos padres, incluindo o arcipreste da basílica. O papa Francisco começou seu primeiro dia como pontífice visitando a basílica, em 14 de março de 2013.
Quando não está presente, o papa entrega a basílica aos cuidados de um arcipreste, geralmente um arcebispo já feito cardeal. Antigamente, o arcipreste era o patriarca latino de Antioquia, um título abolido em 1964. Desde 21 de novembro de 2011, o arcipreste é Santos Abril y Castelló, que é também cardeal-diácono da diaconia de São Ponciano.[carece de fontes?]
Além do arcipreste e seus padres assistentes, existe na basílica um capítulo de cônegos residentes. Padres redentoristas e dominicanos servem a igreja, ouvindo confissões, celebrando a Eucaristia e outros sacramentos, como o batismo e o matrimônio.[carece de fontes?]
O rei da Espanha, atualmente Filipe VI, é ex officio protocônego do capítulo da basílica.

## Dedicação da Basílica de Santa Maria Maior
A Basílica de Santa Maria Maior é a mais antiga igreja do Ocidente consagrada à Virgem Maria. Sua edificação foi motivada pela declaração dogmática da "Divina Maternidade de Maria", ou "Maria, Mãe de Deus" (Teótoco), no Concílio de Éfeso, no ano 431. Na Liturgia Católica é celebrada, então, esta Memória Facultativa, no dia 5 de Agosto. A data da fundação da igreja, contudo, retrocede ao pontificado do Papa Libério (352-366).[carece de fontes?]

## Imagens

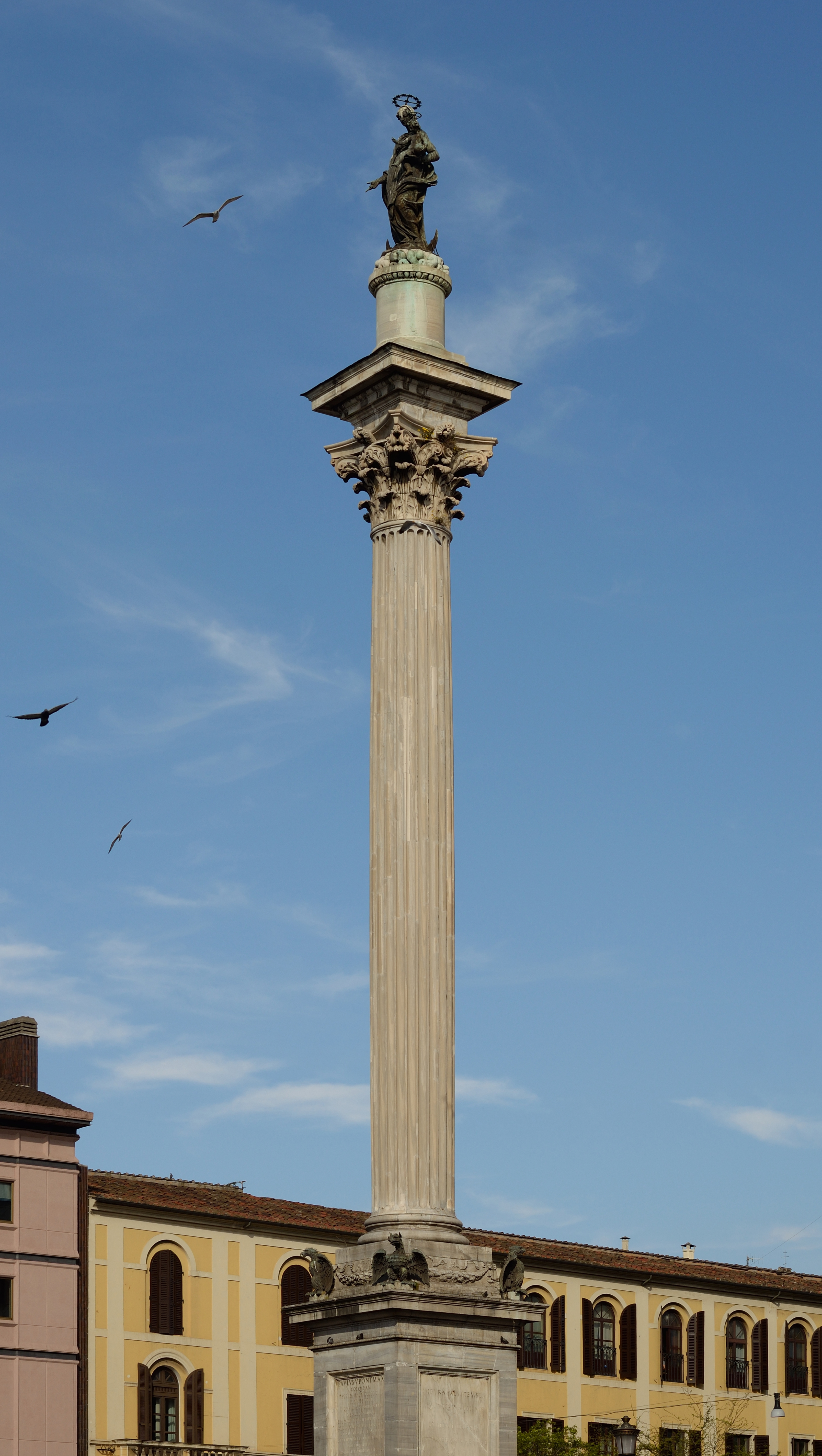
Colonna della Pace, em frente da igreja
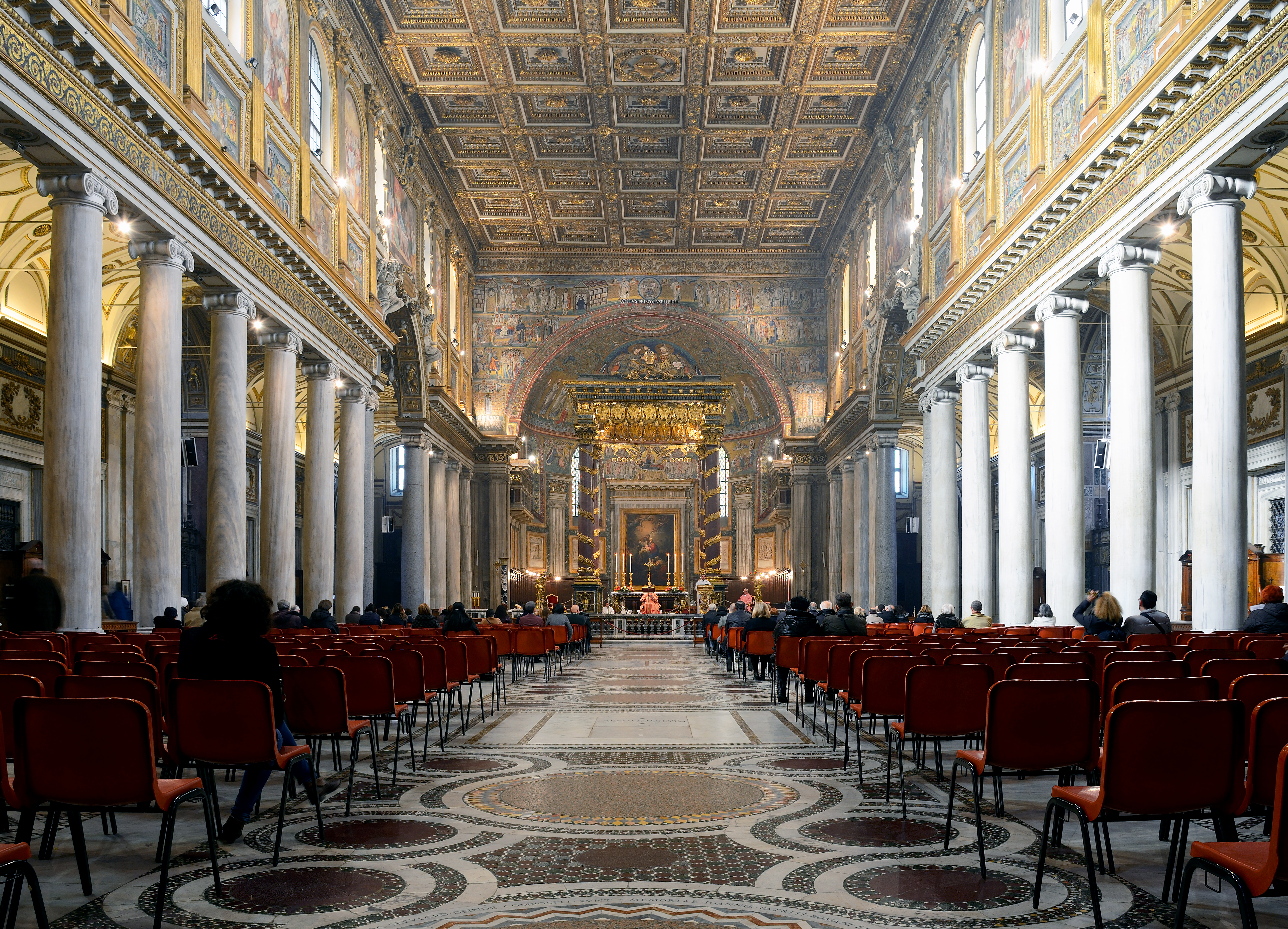
Vista do interior
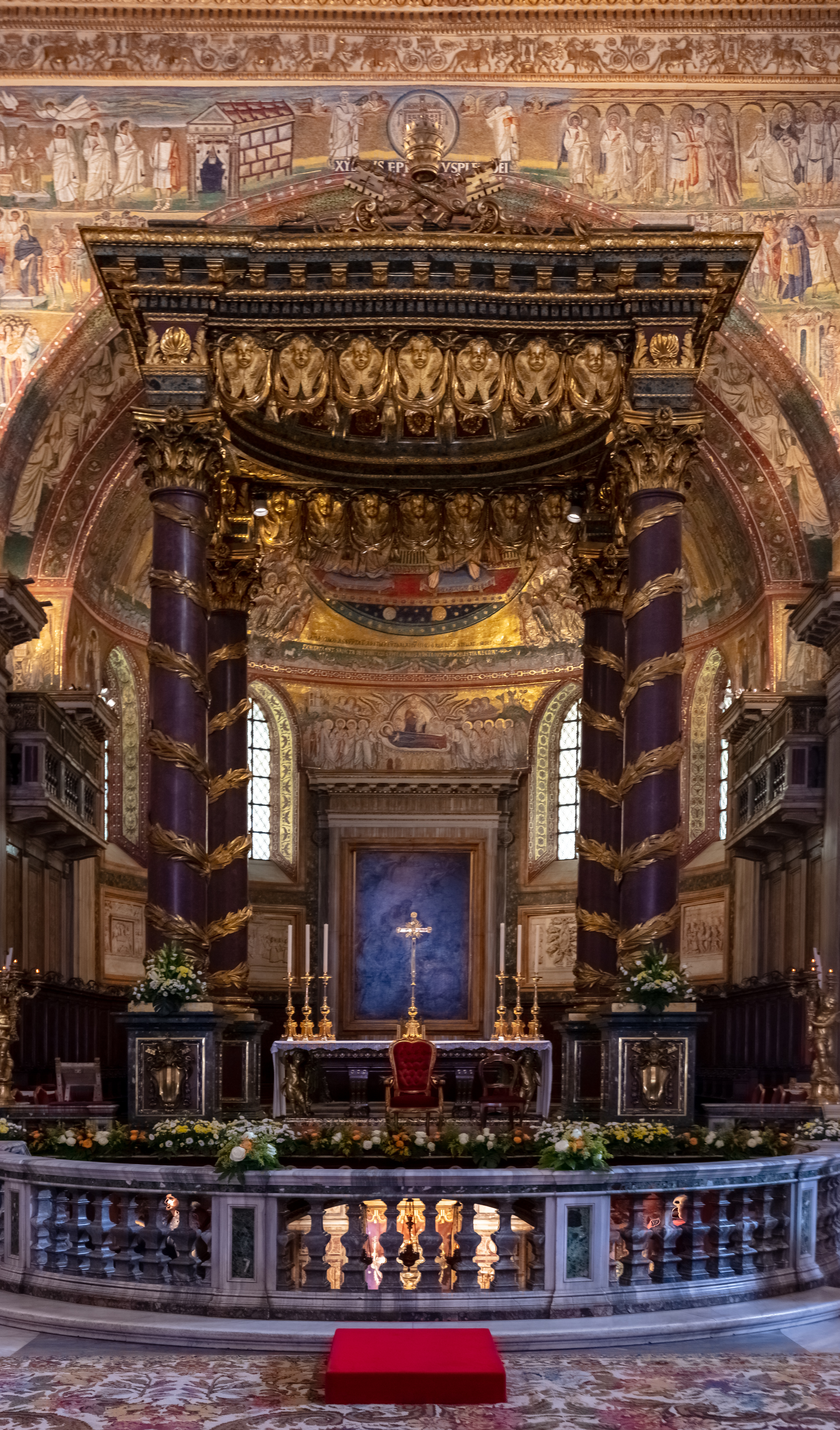
Baldaquino sobre o altar-mor
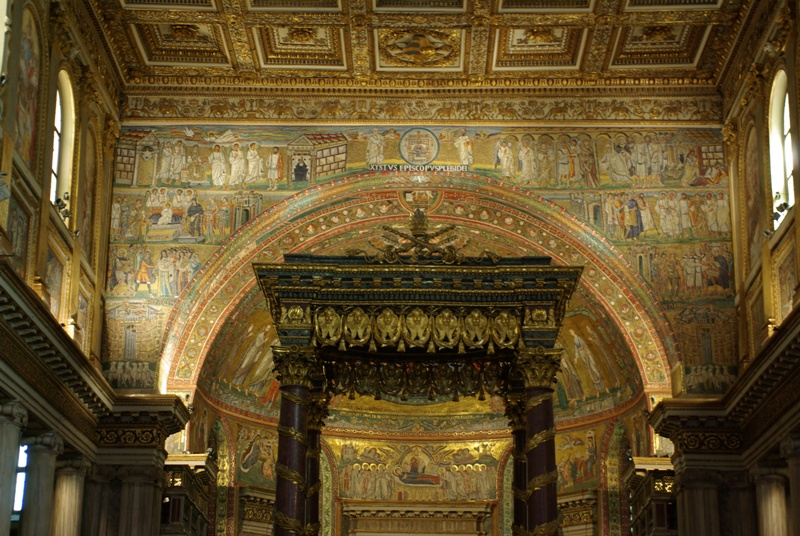
O arco triunfal na cabeceira da nave, com seus famosos mosaicos
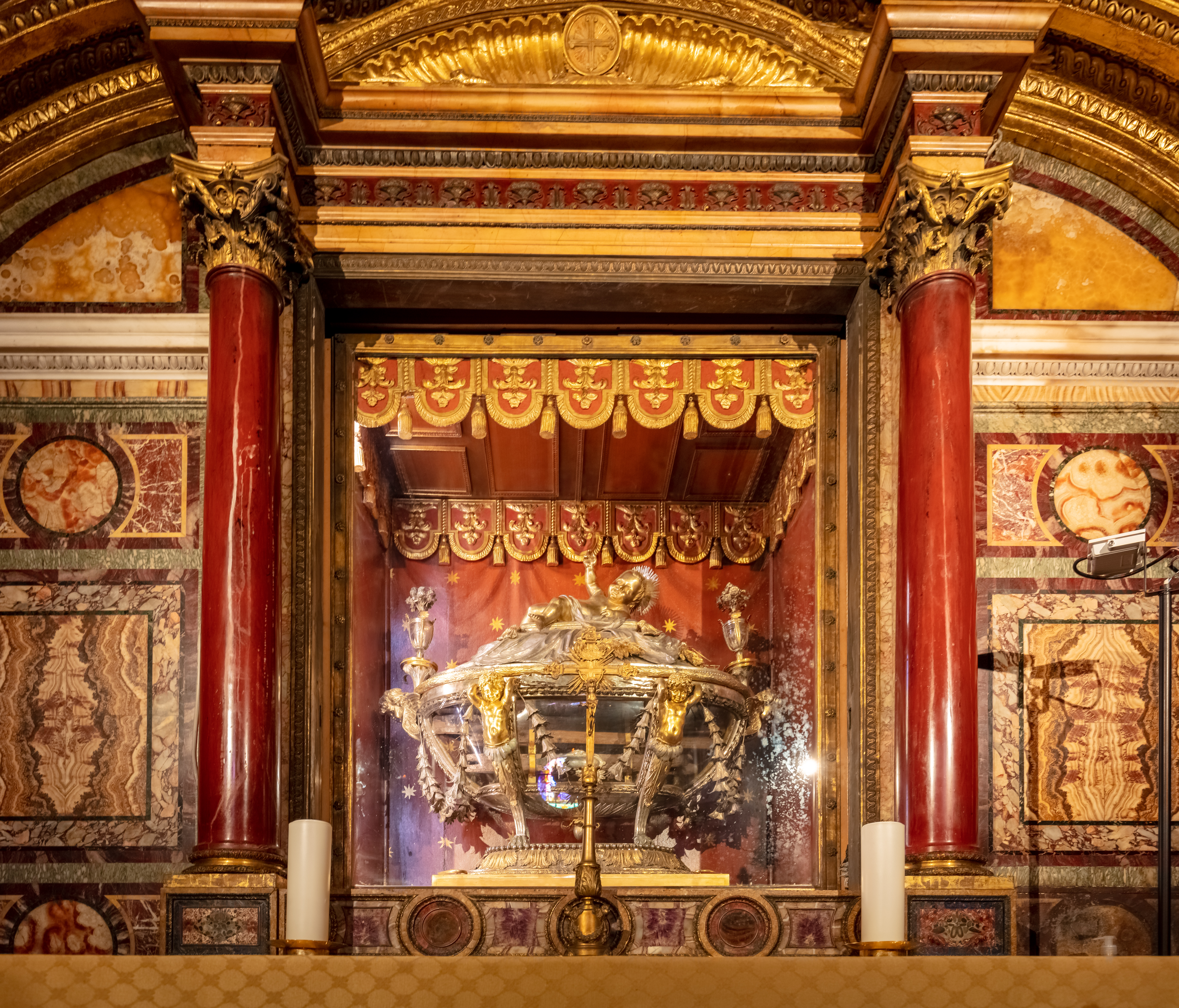
Relíquias da manjedoura na cripta
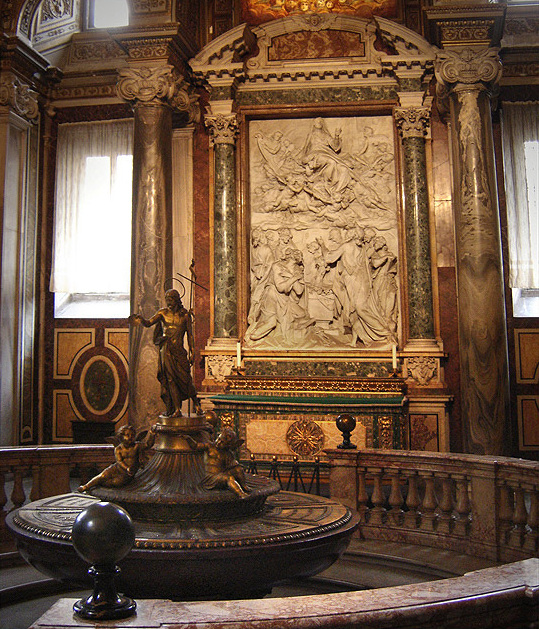
Batistério
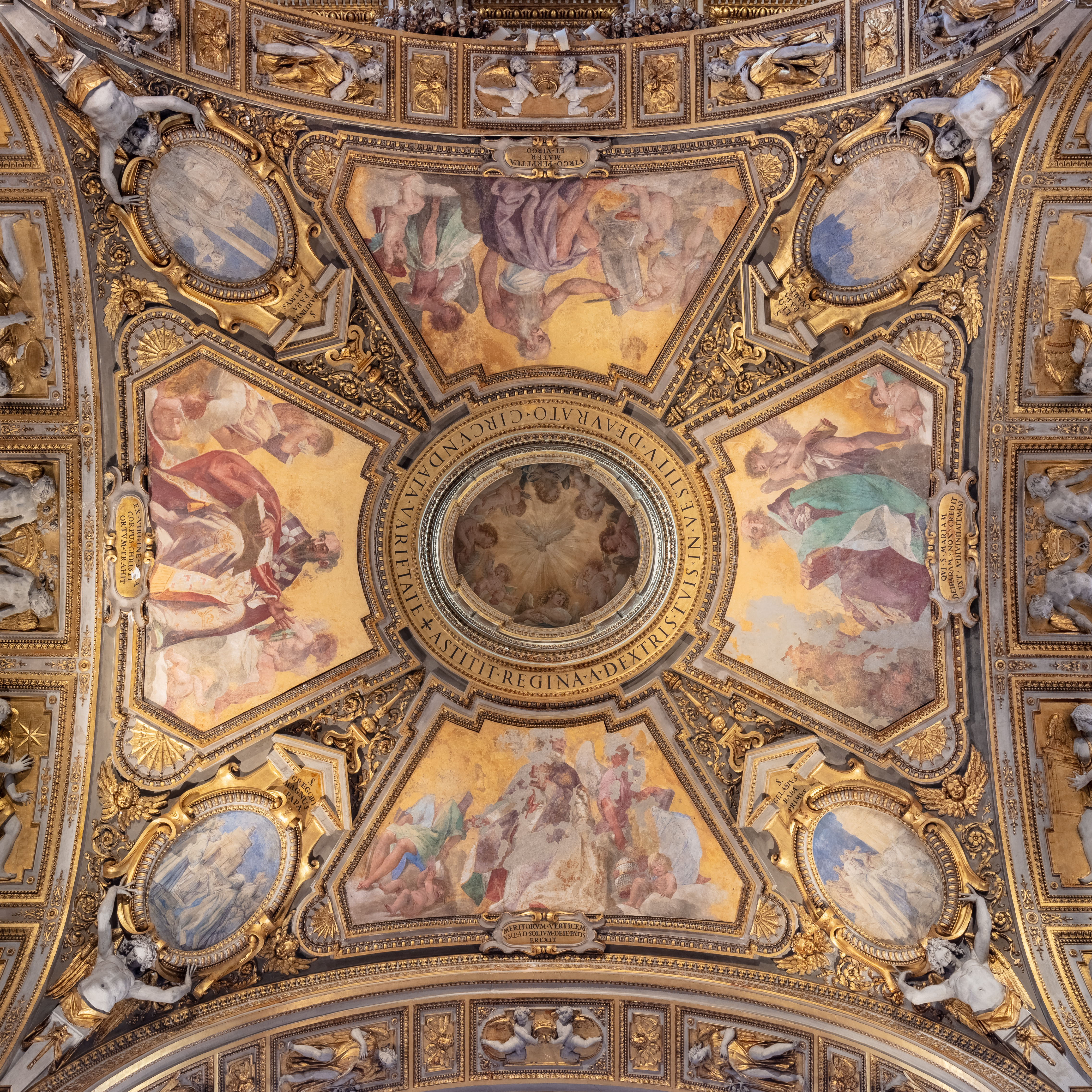
Teto da igreja